# Jüdischer Friedhof (Ošelín)
Koordinaten: 49° 45′ 53,9″ N, 12° 52′ 35″ O

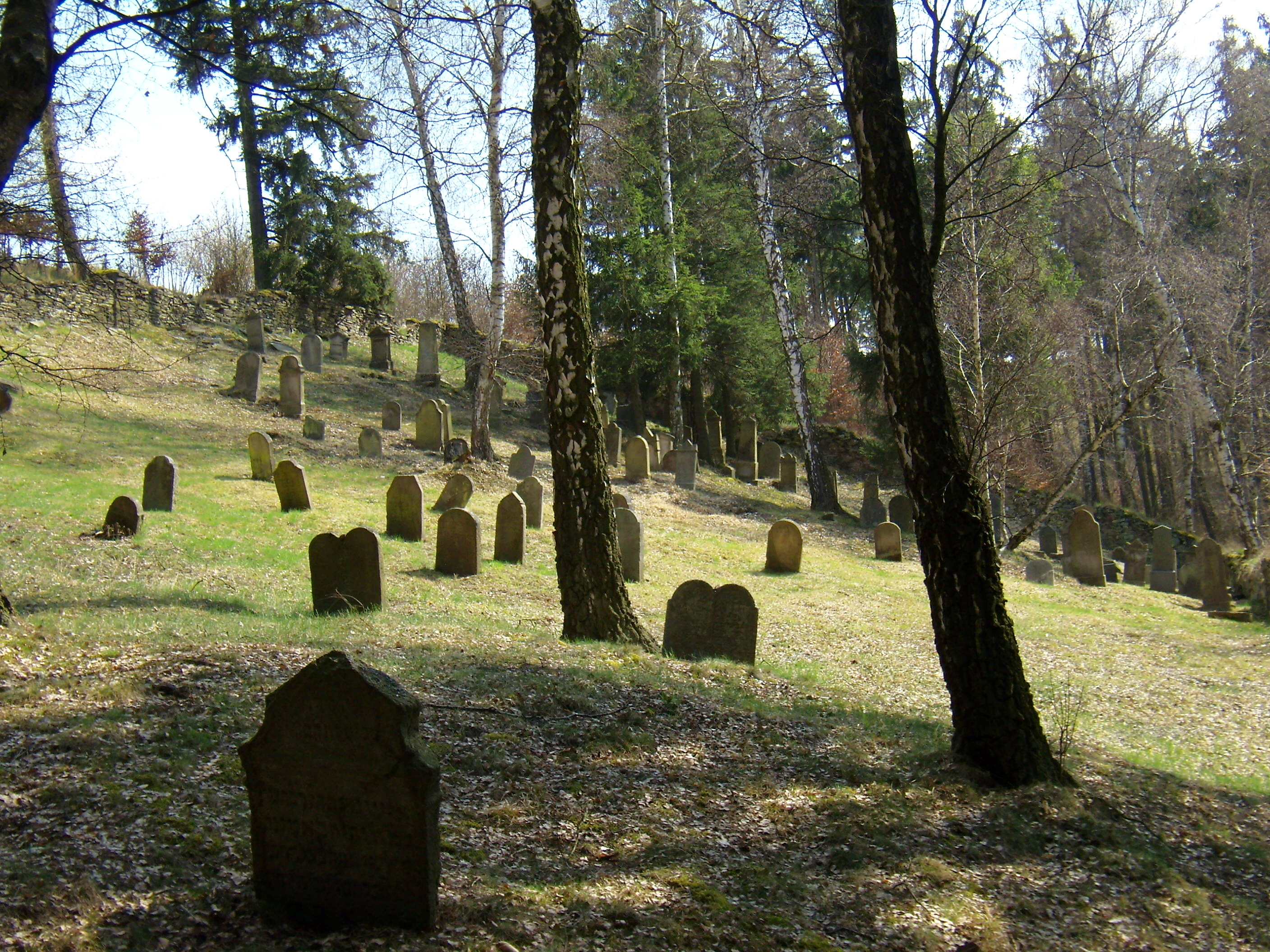
Jüdischer Friedhof in Ošelín

Der Jüdische Friedhof in Ošelín (deutsch Kurschin), einer Gemeinde im Okres Tachov in Tschechien, wurde um 1660 angelegt. Der jüdische Friedhof ist seit 2007 ein geschütztes Kulturdenkmal.
Der Friedhof liegt etwa zwei Kilometer südöstlich von Ošelín auf dem Gebiet des Dorfes Řebří, welches zur Gemeinde Svojšín gehört.